# 子守神社 (千葉市)
子守神社（こまもりじんじゃ）は、千葉市花見川区幕張町にある神社。旧社格は村社。神紋は「九曜月星紋」。

## 祭神
- 奇稲田姫命
- 素盞嗚尊
- 大己貴尊

古くは「素加天王社」と称されたことから祇園信仰に由来する神社と考えられるが、『千葉県誌 稿本 巻上』（1919年）には「祭神は稲田姫命なり、後素加神社の祭神素盞嗚尊、馬加神社の祭神大己貴命を合祀す」とある。

## 由緒
創建年代不詳。建久4年（1193年）、千葉常胤の四男・大須賀胤信が富士の御狩場に赴く前に当社へ祈願したところ、良い成果を得たため、お礼に馬加城近くに社殿を新しく建てて、次男の中須加正胤を当社の神職にしたと伝わる。
永正5年（1508年）、氏子の移住に伴い旧地から現在の地に遷座された。
2004年（平成16年）、現在の社殿が造営。

## 境内

### 社殿
- 本殿

拝殿奥にあり、ガラス張りで外からも彫刻が見える。

### 摂末社
- 厳島神社
- 稲荷神社
- 天神社

なお千葉県千葉郡教育会編『千葉県千葉郡誌』（1926年）には「境内神社福田稲荷神社、素加神社、一ノ宮神社、天満神社の四社あり」とある。

## 祭事
- 例祭（9月15日～17日）
- 下総三山の七年祭り（丑年・未年）

船橋市三山にある二宮神社を中心とし、船橋市・千葉市・八千代市・習志野市の9神社が参加する祭り。「子守（こまもり）」という名称は当社がこの祭りで「子守（こもり）」の役割を務めることから来ている。

## 交通アクセス
- 京成電鉄本線 京成幕張駅より徒歩約12分（約1km）
- 東日本旅客鉄道（JR東日本）総武本線 幕張駅より徒歩約16分（約1.3km）
- 京葉道路 幕張ICより国道14号経由で車5分